# وستفیلد (ایندیانا)
وستفیلد، ایندیانا (به انگلیسی: Westfield, Indiana) یک شهر در ایالات متحده آمریکا با جمعیت ۳۰٬۰۶۸ نفر است که در ایندیانا واقع شده‌است.

## موقعیت جغرافیایی
موقعیت جغرافیایی شهرها و مناطق اطراف به شرح زیر است: